# Zeng Fanzhi
Zeng Fanzhi (Wuhan, China, 1964) es un artista plástico chino contemporáneo radicado en Pekín.  
Las obras de Zeng han sido elogiadas por poseer una franqueza emocional, un sentido psicológico intuitivo y una técnica expresionista cuidadosamente calibrada. Ha sido considerado el artista plástico chino vivo más relevante.  

## Trayectoria
Nacido y criado en Wuhan, Zeng se interesó principalmente en la pintura y el dibujo desde muy joven. Sus primeras obras son pinturas abstractas de gran formato. Al mudarse a Beijing a principios de la década de 1990, el arte de Zeng se convirtió en una respuesta a esta inmersión en lo que él veía como un entorno más superficial, con su serie seminal Máscara que muestra las tensiones entre las preocupaciones existenciales dominantes del artista y la pomposidad y la postura de su nueva vida urbana contemporánea que se representa irónicamente. En todo momento, las técnicas expresionistas de Zeng contradicen el uso convencional de dichas técnicas. Es decir, la representación que hace Zeng de la carne cruda y expuesta o de las manos torpemente sobredimensionadas no es un intento de expresión emocional pura, sino que juega contra las apariencias superficialmente compuestas de sus sujetos, un tratamiento irónico de la actuación emocional como metáfora de un yo perdido, de una autorrealización atrofiada.
Las obras de Zeng, que al principio eran populares entre los coleccionistas extranjeros, aumentaron a mediados de la década de 2000 el número de compradores chinos. Se le ha descrito como un "icono del mundo del arte" y a menudo se le considera el artista vivo más grande de China.

## Primeros años de vida
Zeng nació en 1964 en Wuhan, Hubei. Creció durante la Revolución Cultural y abandonó la escuela secundaria. Posteriormente asistió al Instituto de Bellas Artes de Hubei (HIFA), donde recibió la influencia del expresionismo. Zeng se convirtió en uno de los artistas más populares de su época, además de ser uno de los más exitosos financieramente en Asia. En mayo de 2008, estableció un récord mundial en subasta cuando "Mask Series 1996 No. 6", una de sus piezas de arte chino contemporáneo, se vendió por 9,7 millones de dólares en Hong Kong. La misma pieza había sido vendida a un turista estadounidense por 16.000 dólares en 1998. Zeng ha vivido y trabajado en Beijing desde 1993 y ha expuesto en lugares como el Museo de Arte de Shanghai, el Museo Nacional de Arte de China, el Kunst Museum Bonn, el Kunstmuseum Bern, el Centro de Arte de Santa Mónica, el Art Centre, y el Musée d'Art moderne de la Ville de Paris.

## Escuela de arte
Zeng estuvo en el Instituto de Bellas Artes de Hubei entre 1987 y 1991, y prestó especial interés a los pintores expresionistas alemanes. Durante su tercer año de escolaridad, comenzó a aprender más sobre los enfoques reales que los expresionistas adoptarían para la pintura. Cuando su primera exposición se hizo realidad, era evidente que había adquirido su propio estilo y su obra le valió un gran respeto en la escena artística china.

## Progresión artística
Las pinturas románticas, Paul Cézanne, Pablo Picasso, el arte pop y la pintura tradicional china han influido en el arte de Zeng en diferentes momentos de su carrera, pero su obra está fuertemente influenciada por sus circunstancias físicas y emocionales. Su serie Hospital, inspirada en las escenas que presenció en la clínica local cerca de donde vivía, se considera entre sus principales logros tempranos, así como la serie "carne". Ambas series están influenciadas por el expresionismo alemán, a diferencia de los paisajes y retratos generalmente realizados por sus compañeros de clase. En su serie Hospital, Zeng pasó a un tema que incluía el uso de interiores de hospitales, donde dedicó gran parte del detalle a los estados de ánimo de los pacientes y al poder que podían producir ciertas técnicas de pinceladas. Estas pinturas a menudo insinuaban una relación sadomasoquista en el mundo con sus colores pálidos y la carne color sangre de los pacientes. Al utilizar estas técnicas, muestra una visión algo pesimista del mundo. Su técnica expresionista se refleja también en estas obras en una expresión extrema en los ojos de los personajes. Además, las manos de los pacientes son notablemente más grandes y las articulaciones también son mucho más grandes. Las escenas que describe parecen mostrar pacientes atrapados en una aparente histeria, y los colores rojo intenso muestran una especie de ira.
Después de 1994, el trabajo de Zeng se centró en su serie Máscara, en la que su estilo sufre un cambio drástico que se considera el segundo período de su obra. En lugar de la ira y la naturaleza brutal de la serie del hospital, la serie Mask es más apática. Las escenas están pintadas desde la distancia y tienen una especie de máscara como centro de atención. Los grupos suelen ser pequeños o estar compuestos por una sola persona, y eso parece demostrar que Zeng está tocando el tema de las relaciones personales y el hecho de que la sociedad está llena de relaciones falsas. Al usar una mascarilla, incluso si una persona está con un grupo, existe una sensación de soledad para la persona que la usa. También explora nuevas técnicas que incluyen el uso de una espátula como pincel. Esto hace que los personajes tengan un borde aún más borroso, lo que esencialmente enmascara la pintura en su totalidad. La iluminación de las pinturas no proviene de una fuente obvia, y los personajes parecen estar separados del mundo que los rodea a través de una ubicación incómoda en el fondo. A través de diferentes técnicas, los personajes parecen mucho más tranquilos que en su anterior serie de hospitales. Las manos de las figuras están en puños y también son mucho más realistas y evidentes que en el pasado, y esto hace que parezcan como si estuvieran controlando una emoción en lugar de expresar ira, etc. La serie Mask recibió gran aclamación de los críticos y lo convirtió en un artista multimillonario.
El arte de Zeng después de 1997 se vuelve mucho más elegante a través de la incorporación de nuevos tipos de fondos como el mar. Utiliza colores más suaves que se mezclan mejor entre sí, lo que genera una experiencia visual más cómoda. En lugar de ira o una emoción controlada, estas figuras están más relajadas y a veces tienen las manos en los bolsillos. Esto parece demostrar que el estado de ánimo del artista en ese momento también es más relajado. Lo que una vez fue enojado y audaz se ha vuelto más tranquilo a través de diferentes pinceladas, pero todavía hay una especie de ansiedad que se puede notar por el hecho de que los personajes tienen cabezas más grandes de lo normal. En lugar de sus comienzos expresionistas, su obra ahora parece consistir en gran medida en simbolismo. Su serie Máscaras finalizó en 2004, y obras posteriores muestran su estudio de los paisajes y la caligrafía tradicionales chinos.
Entre las pinturas que se han descrito como representativas se incluyen las series Carne y Trípticos de Hospital ; las series Máscara y Detrás de la Máscara ; y la serie Paisajes. Para una muestra de 2014 en el Louvre, completó algunas pinturas al óleo de gran tamaño con figuras occidentales, una serie llamada Desde 1830 hasta ahora (y también conocida como El Proyecto Louvre ). A estas le siguieron obras minimalistas en blanco y negro grabadas en papel hecho a mano e influenciadas por el arte de la dinastía Song. Zeng tarda aproximadamente un mes en completar cada cuadro. También dijo: “Mis obras tienen que tener su origen en lo más profundo de mi corazón”.
Zeng ha colaborado con el arquitecto japonés Tadao Ando en sus exposiciones. También apoya una variedad de iniciativas educativas y artísticas a través de la Fundación Fanzhi para el Arte y la Educación, una fundación sin fines de lucro que estableció para fomentar más intercambios y comprensión del arte. Zeng está representado por Hauser & Wirth.

## Exposiciones
En 2011, se presentaron en la galería Gagosian de Hong Kong 18 selecciones de sus obras desde 1991. Del 18 de octubre de 2013 al 16 de febrero de 2014 se presentó en el Museo de Arte Moderno de París una retrospectiva de 40 de sus pinturas y esculturas, la primera retrospectiva francesa. Desde 1830 hasta ahora nº 4 se presentó en la sala 77 del Louvre del 22 de octubre al 17 de noviembre de 2014. En una muestra de ShanghART se exhibieron las cuatro obras de Desde 1830 hasta ahora.
La primera exposición de obras de Zeng en Beijing fue "Parcours", en el Centro Ullens de Arte Contemporáneo del 19 de septiembre al 19 de noviembre de 2016, incluyendo casi sesenta obras. En 2018 hubo tres exposiciones en las galerías Hauser & Wirth de Zúrich, Londres y Hong Kong. Estas exposiciones, llamadas "Zeng Fanzhi: En el estudio", trataban sobre sus pinturas abstractas, sus retratos y las similitudes entre sus obras de influencia occidental y oriental, respectivamente.